# Zatoczek białawy
Zatoczek białawy (Gyraulus albus) – gatunek ślimaka słodkowodnego z rodziny zatoczkowatych (Planorbidae).

## Występowanie
Zasięg występowania tego gatunku obejmuje większość Europy oraz zachodnią Azję. W Polsce jest pospolity, charakterystyczny mieszkaniec jezior.
Zasiedla głównie wody stojące i wolno płynące, również górskie, na małych głębokościach nad dnem mulistym. Przebywa wśród roślinności wodnej.

## Biologia
Rozmnaża się od marca do września. Jaja o średnicy 0,4 mm są składane w liczbie 4–10 w 6–8 kapsułach o średnicy 3–4 mm. Młode wykluwają się po 10–14 dniach. Dojrzałość płciową osiągają po 20–23 miesiącach.